# PhyreEngine
PhyreEngine är en spelmotor utvecklad av det japanska företaget Sony. Denna mjukvara har bland annat använts till datorspelen Flow, Colin McRae: Dirt och GripShift. Med PhyreEngine är det möjligt att utveckla spel till en rad olika plattformar.